# Relazioni internazionali delle Isole Marshall
Le relazioni internazionali delle Isole Marshall sono quell'insieme di rapporti diplomatici ed economici intrattenuti da tale stato con il resto del mondo.
In questa voce vengono elencate sia le relazioni diplomatiche, sia le missioni diplomatiche che le Isole Marshall hanno all'estero, sia quelle di Stati esteri verso essa.

## Rappresentazione cartografica

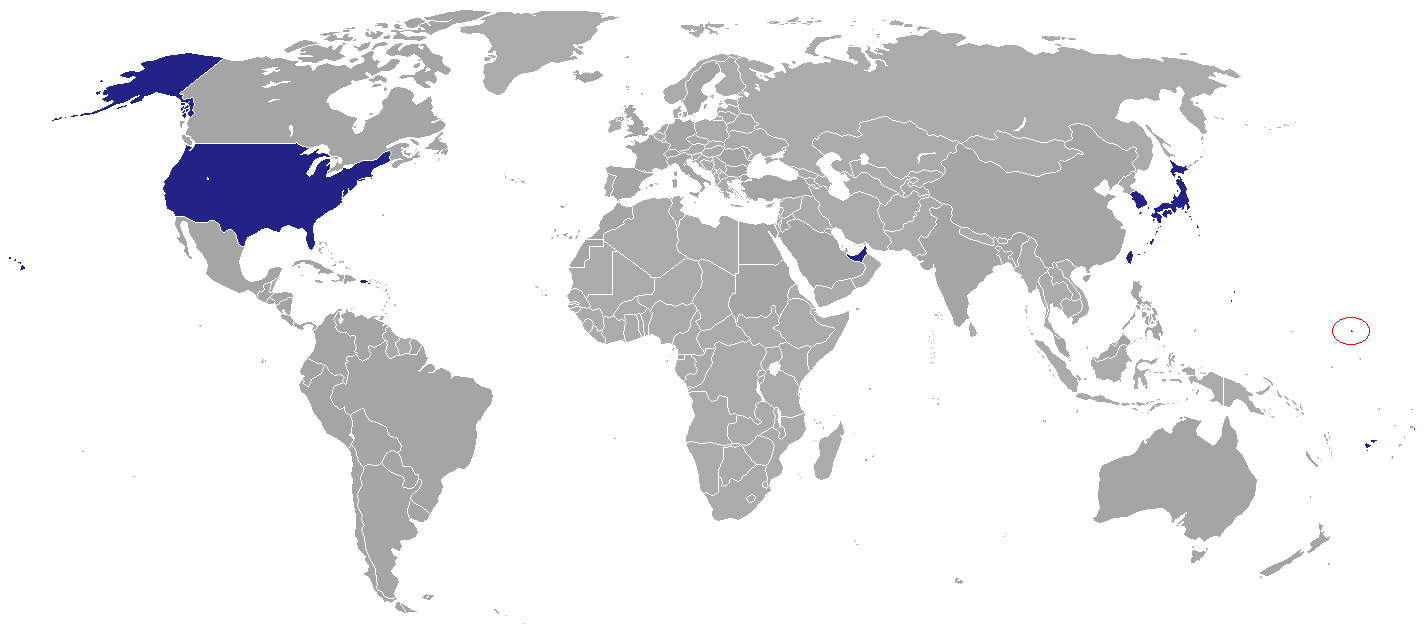
Missioni diplomatiche della Repubblica delle Isole Marshall
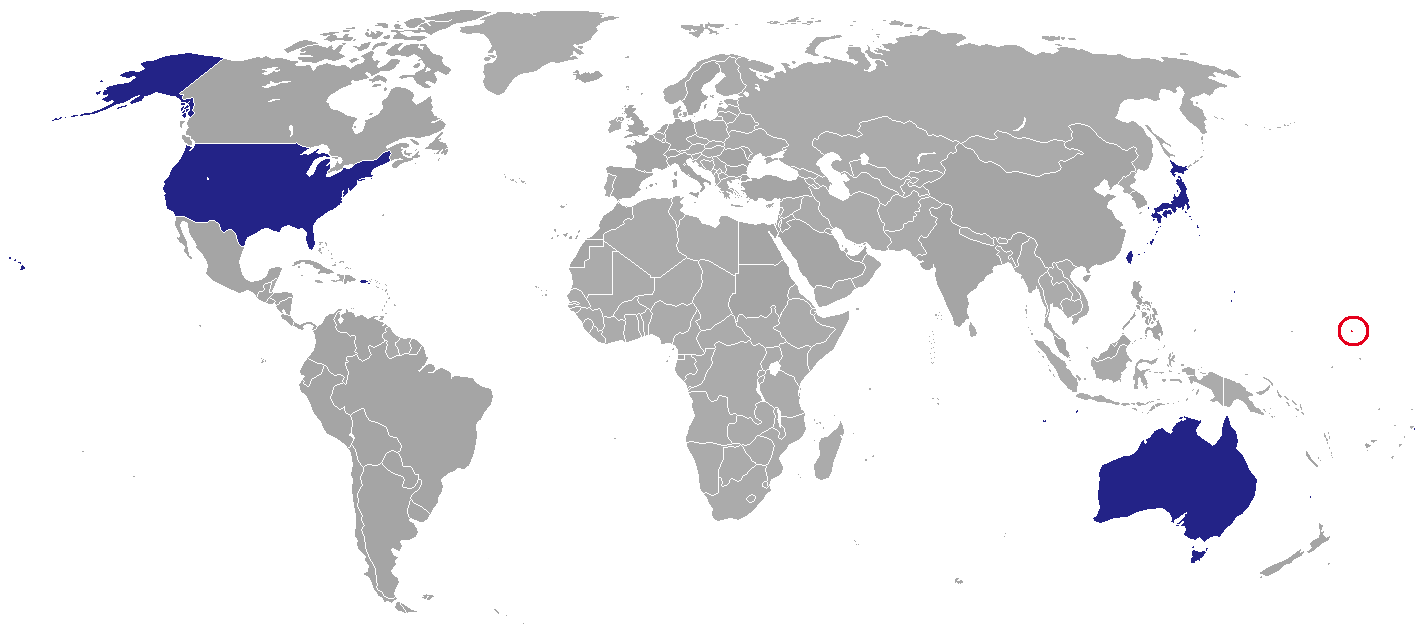
Missioni diplomatiche nella Repubblica delle Isole Marshall

## Stati e organizzazioni con i quali la Repubblica delle Isole Marshall intrattiene relazioni diplomatiche bilaterali
| Continente       | Stato       | Organizzazione | Data          |
| ---------------- | ----------- | -------------- | ------------- |
| -                | -           | Nazioni Unite  |               |
| Europa           | -           | Unione europea |               |
| Oceania          | Figi        | -              |               |
| Asia             | Giappone    | -              |               |
| Asia             | Taiwan      | -              |               |
| Asia             | Filippine   | -              |               |
| Asia             | Israele     | -              |               |
| Asia             | Turchia     | -              | 9 aprile 2008 |
| America del Nord | Stati Uniti | -              |               |
| Europa           | Francia     | -              |               |
| Europa           | Portogallo  | -              |               |

## Elenco delle missioni diplomatiche della Repubblica delle Isole Marshall in Stati esteri od Organizzazioni Internazionali
| Tipologia                                    | Stato                | Organizzazione                              | Sede                       | Continente       | Sito web                                                |
| -------------------------------------------- | -------------------- | ------------------------------------------- | -------------------------- | ---------------- | ------------------------------------------------------- |
| Missione Permanente                          | -                    | Nazioni Unite                               | Stati Uniti (New York)     | -                | Link                                                    |
| Ambasciata                                   | Figi                 | -                                           | Figi (Suva)                | Oceania          | Link                                                    |
| Ambasciata                                   | Giappone             | -                                           | Giappone (Tokyo)           | Asia             | Link                                                    |
| Ambasciata                                   | Taiwan               | -                                           | Taiwan (Taipei)            | Asia             | Link                                                    |
| Ambasciata                                   | Stati Uniti          | -                                           | Stati Uniti (Washington)   | America del Nord | Link Archiviato il 2 dicembre 2021 in Internet Archive. |
| Consolato Generale                           | Hawaii Stati Uniti   | -                                           | Stati Uniti (Honolulu)     | Oceania          | Link Archiviato il 2 dicembre 2021 in Internet Archive. |
| Consolato Generale                           | Arkansas Stati Uniti | -                                           | Stati Uniti (Little Rock)  | America del Nord | Link Archiviato il 2 dicembre 2021 in Internet Archive. |
| Consolato Onorario                           | Israele              | -                                           | Israele (Tel Aviv)         | Asia             | Link                                                    |
| Ufficio di Collegamento                      | -                    | USAKA - US Army Kwajalein Atoll Stati Uniti | Isole Marshall (Kwajalein) | Oceania          | Link                                                    |
| Ufficio Referente del Ministero della Sanità | Hawaii Stati Uniti   | -                                           | Stati Uniti (Honolulu)     | Oceania          | Link                                                    |

## Elenco delle missioni diplomatiche di Stati esteri od Organizzazioni Internazionali nella Repubblica delle Isole Marshall
| Tipologia          | Stato       | Organizzazione | Continente       | Sede                    | Sito web                                                |
| ------------------ | ----------- | -------------- | ---------------- | ----------------------- | ------------------------------------------------------- |
| Delegazione        | -           | Unione europea | Europa           | Figi (Suva)             | Link                                                    |
| Ambasciata         | Stati Uniti | -              | America del Nord | Isole Marshall (Majuro) | Link                                                    |
| Ambasciata         | Taiwan      | -              | Asia             | Isole Marshall (Majuro) | Link                                                    |
| Ambasciata         | Giappone    | -              | Asia             | Isole Marshall (Majuro) | Link                                                    |
| Ambasciata         | Turchia     | -              | Asia             | Australia (Canberra)    | Link                                                    |
| Ambasciata         | Francia     | -              | Europa           | Filippine (Manila)      | Link                                                    |
| Ambasciata         | Portogallo  | -              | Europa           | Filippine (Manila)      | [ Link]                                                 |
| Consolato Onorario | Filippine   | -              | Asia             | Isole Marshall (Majuro) | Link Archiviato il 22 gennaio 2013 in Internet Archive. |
| Consolato Onorario | Israele     | -              | Asia             | Isole Marshall (Majuro) | [ Link]                                                 |
| Consolato Onorario | Turchia     | -              | Asia             | Isole Marshall (Majuro) | [ Link]                                                 |
| Consolato Onorario | Francia     | -              | Europa           | Isole Marshall (Majuro) | Link                                                    |
| Consolato Onorario | Portogallo  | -              | Europa           | Isole Marshall (Majuro) | [ Link]                                                 |